# Брягин, Николай Иванович
Николай Иванович Брягин (14 октября 1885, слобода Мстёра, Владимирская губерния — 1933, Иваново) — русский иконописец, реставратор древних икон.

## Биография
Родился в семье иконописца И. В. Брягина, который обучил сына этому искусству. Братья Александр и Евгений также стали реставраторами.
В 1913—1914, 1918—1920 годах работал в Русском музее ведущим мастером по реставрации икон. Реставрировал ряд древних икон. Участвовал в обследовании и реставрации древних росписей и икон церквей Новгорода, Пскова, Петрограда (здесь работал и во дворцах).
В 1921—1925 годах работал в Центральных государственных реставрационных мастерских (ЦГРМ) иконописцем и художником-реставратором.
В 1924—1925 годах выезжал для реставрационных работ в Ярославль.
В 1925—1932 годах работал в Ярославском филиале ЦГРМ главным мастером-реставратором. Отреставрировал почти все иконы из фондов Ярославского музея, укреплял иконы ряда городских церквей.
В 1926 году вместе с А. И. Анисимовым создал выставку древнерусских икон. Временами работал в Тутаеве и Ростове.
Летом 1931 года в составе группы специалистов обследовал фрески Новгорода, Пскова, Старой Ладоги и других городов.
В 1932 году арестован, на следующий год скончался в ивановской тюрьме. Реабилитирован 7 июля 1993 года.

## Значение
Одним из первых применил принципы и методы научной реставрации, стал учителем нескольких крупных мастеров (В. О. Кирикова, Н. В. Перцева).
Его руками были спасены многие жемчужины древнерусской живописи Новгорода, Пскова, Тутаева и Ростова, музейные коллекции Санкт-Петербурга и Ярославля.
Среди множества отреставрированных им памятников можно особенно отметить иконы:
- «Знамение» (XII в., ныне в Новгородском Софийском соборе)
- «Оранта» (XIII в., ныне в Третьяковской галерее)
- «Толгская икона Божией Матери» (XIV в., Толгский монастырь)
- «Пётр и Павел» (XI в., ныне в Новгородском музее)
- «Спас», «Архангел Михаил» (XIII в., ныне в Ярославском музее)